# Реджепов, Акойли
Акойли Реджепов — советский хозяйственный и государственный деятель, лауреат Государственной премии СССР за выдающиеся достижения в труде.

## Биография
Родился в 1932 году в Кизил-Арватском районе Туркменской ССР. Член КПСС с 1965 года.
В 1941—1991 годах — подпасок, чабан, военнослужащий Советской армии, чабан, старший чабан, бригадир комсомольско-молодежной бригады чабанов совхоза «Казанджик» Казанджикского района Красноводской области Туркменской ССР.
За увеличение производства высококачественной продукции животноводства, применение прогрессивной технологии, изыскание и использование внутренних резервов был в составе коллектива удостоен Государственной премии СССР за выдающиеся достижения в труде 1981 года.
Жил в Казанджике.

## Награды
- Орден Октябрьской Революции (1976)
- Орден Трудового Красного Знамени (1973)